# Меру (Горж)
Меру (рум. Măru) — село у повіті Горж в Румунії. Входить до складу комуни Логрешть.
Село розташоване на відстані 193 км на захід від Бухареста, 39 км на схід від Тиргу-Жіу, 64 км на північ від Крайови.

## Населення
За даними перепису населення 2002 року у селі проживали 439 осіб, усі — румуни. Усі жителі села рідною мовою назвали румунську.